# (8348) Bhattacharyya
(8348) Bhattacharyya – planetoida należąca do wewnętrznej części pasa głównego asteroid okrążająca Słońce w ciągu 2 lat i 204 dni w średniej odległości 1,87 au. Została odkryta 26 stycznia 1988 roku w obserwatorium w Kavalur przez R. Rajamohan. Nazwa planetoidy pochodzi od Jagadisha Chandry Bhattacharyya (ur. 1930), który uczestniczył w badaniach atmosfery Ganimedesa i pierścieni Urana. Przed nadaniem nazwy planetoida nosiła oznaczenie tymczasowe (8348) 1988 BX.